# Асланове
Асла́нове — селище в Україні, у Кальчицькій сільській громаді Маріупольського району Донецької області. 

## Географія
Селище Асланове розташоване за 106 км від Донецька, 22 км від районного центру та 36 км від Нікольського. У селищі розташована однойменна залізнична станція на лінії Ясинувата — Маріуполь.

## Населення
За даними перепису 2001 року населення селища становило 291 особу, з них 12,03 % зазначили рідною мову українську та 87,63 %— російську.